# Bernhard Christensen
Bernhard Anders Christensen (født 9. marts 1906 i København, død 20. marts 2004) var en dansk organist, komponist og musikpædagog. Han var søn af faktor Bernhard Hans Christensen og Olga Axeline Hansson.
Bernhard Christensen studerede musikvidenskab ved Københavns Universitet fra 1926. I 1929 bestod han organisteksamen og var til 1945 ansat som korleder og assistent ved Christiansborg Slotskirke. Derefter var han organist og kantor ved Vangede Kirke 1945-1976. Samtidig virkede han som musiklærer først for unge jazzentusiaster, senere på et børnehaveseminarium, og senest for børnene som lærer på en lilleskole 1950-1976 mm.

## Komponisten
Som komponist var han autodidakt. Han tog afsæt i Carl Nielsen-traditionen og i den samtidige europæiske modernisme (først og fremmest Bartok og Igor Stravinskij), som han orienterer sig i sammen med bl.a. vennen Herman D. Koppel. Opgøret med romantiske forestillinger og musikidealer, interessen for et samfundsmæssigt bredt orienteret folkemusikalsk arbejde er på dagsordenen, men først og fremmest opdagelsen af fremmede kulturers musik – "primitiv musik" – fik betydning for Bernhard Christensen som komponist. Sammen med Sven Møller Kristensen som tekstforfatter skrev han en række jazzprægede værker, som blev meget populære og måske har skygget for resten af hans produktion.
Bernhard Christensen skrev musik til PH-revyer 1930-1932, var med i en af 30'ernes største teatersucesser "Melodien der blev væk" og har virket som komponist og arrangør bl.a. for Erik Tuxens jazzorkester. Desuden skrev han musik til en række film bl.a. Poul Henningsens "Danmarksfilm", Bjarne Henning-Jensens "Brunkul" og Søren Melsons "Jyske kyst". Men han har også skrevet en del orkestermusik til koncertsalen foruden en række sange, viser, børnesange og salmer samt pædagogisk musik til små børn.

## Musikpædagogen
Bernhard Christensen kom tidligt i forbindelse med musikpædagogen Astrid Gøssel og deltog i en studiekreds, som foruden Astrid Gøssel også talte Sven Møller Kristensen, Aksel Schiøtz og Herman D. Koppel. Bernhard Christensen kæmpede for at skabe et miljø, der først og fremmest kunne udvikle børnenes musiske evner. Det førte bl.a. til at han i 1950 engagerede sig i oprettelsen af en lille-skole (Den lille Skole på Gammelmosevej i Gladsaxe) med ham selv som musiklærer og Herman Stilling som formningslærer/billedkunst for at skabe de rigtige rammer for udviklingen af de skabende og kunstneriske evner hos børn. For at gennemføre sine ideer måtte han selv sørge for at få bygget instrumenter som trommer og bambusfløjter. Den slags fandtes ikke på den tid. På linje med den tyske musikpædagog og komponist Carl Orff og den svenske musikpædgog Daniel Hellden var Bernhard Christensen med til at inspirere et totalt nybrud i musikundervisningen for børn i børnehaver og skoler efter 2. verdenskrig.

## Udvalgte værker
- Liste på SNYK Arkiveret 21. februar 2014 hos  Wayback Machine
- Zweifel an Menschlicher Klugheit (kor, orkester og orgel 1929)
- Glæden hun er født i dag (orgel 1932)
- De 24 Timer (Jazzoratorie – soli, kor, jazzband 1933)
- Enken i spejlet (ballet 1934)
- Thrymskvadet (soli, kor og orkester 1935) (sammen med Herman D. Koppel)
- Trompetkvadet (soli, kor og orkester 1935) (sammen med Herman D. Koppel)
- Sangen om Larsen (1935, sammen med Herman D. Koppel)
- Ud ad landevej'n (1935, sammen med Herman D. Koppel)
- Skolen på ho'det (soli, kor, klaver og trommer 1936)
- Livet er en drøm (soli, kor, klaver, guitar, bas og trommer 1936)
- Sproget (1936, tekst af Poul Henningsen)
- Byens lys (1937, tekst af Poul Henningsen, fra revykomedien Op og ned med Jeppe)
- Begynd dagen med en sang (1937, tekst af Poul Henningsen)
- Den evige Trio (ballet 1944)
- Klaverkoncert (1945)
- Fantasi for orgel (1952)
- Violinkoncert (1954)
- De syv porte (1955, tekst af Sven Møller Kristensen)
- Ouverture til foråret (symfoniorkester 1956)
- Concertant Suite (symfoniorkester 1957)
- Vesterhavet (symfoniorkester 1957)
- Ulandsvise (1961, tekst af Poul Henningsen)
- Krk (orgel 1963)
- Heinrich Schütz-toccata (orgel 1968)
- Orgelkoncert (orgel og symfoniorkester 1982)
- Koncert for basun og symfoniorkester (1995)